# Nekrolog 1669
Nekrolog
◄◄
| ◄
| 1665
| 1666
| 1667
| 1668
| 1669 | 1670 | 1671 | 1672 | 1673 | ► | ►►
Weitere Ereignisse | Allgemeiner Nekrolog 1669
Die Beschreibung der verstorbenen Person sollte so kurz wie möglich gehalten sein und nur deren signifikante Tätigkeit(en) enthalten.
Neue Namen ggf. auch unter dem Geburts- und Sterbedatum, also etwa unter 1. Januar und im Geburts- und Sterbejahr (2024) eintragen (nur bei entsprechender großer Wichtigkeit). Für Beispiele siehe die schon vorhandenen Artikel.
Außerdem über die fünf zuletzt Verstorbenen, zu denen es einen ausreichend guten Artikel für eine Präsentation auf der Hauptseite gibt, nach der todesbedingten Überarbeitung der Artikel ggf. auch unter Wikipedia Diskussion:Hauptseite informieren und sie am besten auch in den anderen Wikipedia-Sprachversionen eintragen. Tipp: Regelmäßig bei news.google.de nach „ist tot“, „gestorben“ oder „verstorben“ suchen.
Wenn eine Person gestorben ist, gibt es viele Seiten zu dieser Person in der Wikipedia, die davon auch betroffen sind und entsprechend aktualisiert werden müssen. Beispiele: Namenübersichtsseite, Geburtsjahr, Geburtsort-Seiten und viele mehr.
Wie finde ich die betroffenen Seiten?
Im Suchfeld auf der linken Seite gibt man den Suchbegriff so ein: „Vorname Nachname“. Dann klickt man auf Volltext und alle Seiten mit entsprechendem Suchtext werden aufgerufen. Hier sieht man dann schnell, wo auch das Todesjahr Sinn macht oder sogar ein Teil des Artikels angepasst werden muss. Auch hilft das „Werkzeug“ auf der linken Seite sehr gut, um solche Seiten aufzufinden: „Links auf diese Seite“. Somit ist die Wikipedia wieder aktuell in allen Bereichen! Hinweis: bei Eintragung der Kategorie „Gestorben JAHR“ wird der Missbrauchsfilter 49 ausgelöst, was jedoch nicht schlimm ist. Siehe: Spezial:Missbrauchsfilter/49
Dies ist eine Liste von im Jahr 1669 verstorbenen bekannten Persönlichkeiten. Die Einträge erfolgen innerhalb der einzelnen Daten alphabetisch sortiert. Tiere sind im Nekrolog für Tiere zu finden.

## Januar
| Tag        | Name                | Beruf, bekannt als                          | Alter | Beleg |
| ---------- | ------------------- | ------------------------------------------- | ----- | ----- |
| 15. Januar | Ludolph Büsinck     | deutscher Zeichner, Formschneider und Maler |       |       |
| 19. Januar | Leone Allacci       | katholischer Gelehrter und Theologe         |       |       |
| 24. Januar | Athanas Gugger      | Ordensgeistlicher im Kloster St. Gallen     | 60    |       |
| 24. Januar | Emmerich von Stall  | Abt des Klosters St. Blasien                |       |       |
| 25. Januar | Michael Lechleitner | österreichischer Barockbildhauer            |       |       |
| 27. Januar | Gaspar de Crayer    | niederländischer Maler                      | 84    |       |

## Februar
| Tag         | Name                  | Beruf, bekannt als                                                     | Alter | Beleg |
| ----------- | --------------------- | ---------------------------------------------------------------------- | ----- | ----- |
| 1. Februar  | Abraham Crijnssen     | niederländischer Eroberer und Gouverneur von Suriname                  |       |       |
| 1. Februar  | Catharina Questiers   | niederländische Dichterin, Dramatikerin und Künstlerin                 | 37    |       |
| 9. Februar  | Clara Guot            | Frau Mutter des Klosters Stans                                         |       |       |
| 10. Februar | Johann Heinrich Waser | Bürgermeister von Zürich                                               | 68    |       |
| 23. Februar | Lieuwe van Aitzema    | holländischer Historiker, Diplomat, Bonvivant, Schürzenjäger und Spion | 68    |       |

## März
| Tag      | Name                              | Beruf, bekannt als                      | Alter | Beleg |
| -------- | --------------------------------- | --------------------------------------- | ----- | ----- |
| 3. März  | Marija Iljinitschna Miloslawskaja | durch Heirat russische Zarin            | 44    |       |
| 10. März | Gilles Boileau                    | französischer Übersetzer                | 37    |       |
| 10. März | John Denham                       | irischer Schriftsteller                 |       |       |
| 14. März | Roger de Harlay                   | Bischof und Graf von Lodève (1657–1669) |       |       |
| 14. März | Philipp Jakob von Kaltenthal      | Ritter des Deutschen Ordens             |       |       |
| 23. März | Philipp Friedrich Buchner         | deutscher Komponist des Barock          | 54    |       |
| 31. März | Johann Peter Lotichius            | deutscher Späthumanist und Mediziner    | 71    |       |

## April
| Tag       | Name                       | Beruf, bekannt als                                                                | Alter | Beleg |
| --------- | -------------------------- | --------------------------------------------------------------------------------- | ----- | ----- |
| 4. April  | Johann Michael Moscherosch | deutscher Staatsmann, Schriftsteller, Satiriker und Pädagoge                      | 68    |       |
| 5. April  | Lars Wivallius             | schwedischer Dichter                                                              |       |       |
| 8. April  | Johann Michael Dilherr     | Theologe                                                                          | 64    |       |
| 12. April | Abdias Trew                | deutscher evangelischer Theologe, Mathematiker und Astronom                       | 71    |       |
| 14. April | Heinrich Martin Eccard     | deutscher lutherischer Theologe                                                   |       |       |
| 17. April | Antonio Bertali            | italienischer Komponist und Violinist des Barock                                  | 64    |       |
| 17. April | Michelangelo Grancino      | italienischer Organist, Kapellmeister und Komponist                               |       |       |
| 22. April | Friedrich Wilhelm II.      | Herzog von Sachsen-Altenburg                                                      | 66    |       |
| 22. April | Richard Mather             | englischer Geistlicher und Vertreter der ersten Puritanergeneration in Neuengland |       |       |
| April     | Frans Hals der Jüngere     | holländischer Maler                                                               |       |       |

## Mai
| Tag     | Name                          | Beruf, bekannt als                                                            | Alter | Beleg |
| ------- | ----------------------------- | ----------------------------------------------------------------------------- | ----- | ----- |
| 2. Mai  | Pieter Post                   | holländischer Architekt, Ingenieur und Maler                                  | 61    |       |
| 3. Mai  | Joachim Rachel                | deutscher Satiriker                                                           | 51    |       |
| 13. Mai | Johann Andreas Graba          | deutscher Mediziner                                                           |       |       |
| 13. Mai | Absalon Heuck                 | Abt des Klosters Bredelar                                                     |       |       |
| 14. Mai | Denis de Sallo                | französischer Autor                                                           | 43    |       |
| 15. Mai | Margareta Brahe               | schwedische Gräfin und Erbin                                                  | 65    |       |
| 16. Mai | Pietro da Cortona             | Baumeister und Maler des programmatischen, römischen Hochbarocks              | 72    |       |
| 17. Mai | Albrecht Christoph von Quast  | deutscher Gutsbesitzer, kurbrandenburgischer Geheimer Kriegsrat, Generalmajor | 56    |       |
| 22. Mai | Philipp Friedrich von Breuner | katholischer Bischof der Diözese Wien                                         |       |       |
| 22. Mai | Johann Martin zu Stolberg     | Graf zu Stolberg                                                              | 74    |       |

## Juni
| Tag      | Name                                         | Beruf, bekannt als                                                            | Alter | Beleg |
| -------- | -------------------------------------------- | ----------------------------------------------------------------------------- | ----- | ----- |
| 3. Juni  | Christoph Schindler                          | deutscher evangelischer Geistlicher, Theologe und Jurist                      | 72    |       |
| 8. Juni  | Johann Maukisch                              | deutscher lutherischer Geistlicher, Theologe, Kirchenlieddichter und Pädagoge | 51    |       |
| 10. Juni | Konrad Post                                  | evangelischer Geistlicher                                                     | 56    |       |
| 21. Juni | Peter Köster                                 | deutscher Bildhauer                                                           |       |       |
| 25. Juni | François de Bourbon-Vendôme, duc de Beaufort | Dritter Herzog von Beaufort und Pair von Frankreich                           | 53    |       |
| 26. Juni | Hieronymus Müller von Berneck                | frühneuzeitlicher Unternehmer                                                 | 71    |       |
| 27. Juni | Placidus Buechauer                           | Ordensgeistlicher, Abt des Benediktinerstiftes Kremsmünster                   |       |       |

## Juli
| Tag      | Name                      | Beruf, bekannt als                                                  | Alter | Beleg |
| -------- | ------------------------- | ------------------------------------------------------------------- | ----- | ----- |
| 3. Juli  | Martin Geiger             | österreichischer katholischer Geistlicher und Weihbischof in Passau |       |       |
| 4. Juli  | João Cabral               | portugiesischer Jesuit und Missionar                                |       |       |
| 4. Juli  | Antonio Escobar y Mendoza | spanischer Jesuit und theologischer Schriftsteller                  |       |       |
| 12. Juli | Theodoor van Thulden      | flämischer Kupferstecher und Maler des Barock                       | 62    |       |
| 16. Juli | Heinrich Siegel           | deutscher Unternehmer und Hammerherr                                | 57    |       |
| 27. Juli | Christoph Zeller          | deutscher evangelischer Theologe und Hochschullehrer                | 64    |       |
| 29. Juli | Josias                    | Braunschweiger Generalmajor und Sohn des Grafen Philipp VII.        | 32    |       |
| 29. Juli | Christopher Simpson       | englischer Komponist und Gambenspieler                              |       |       |
| 31. Juli | Antonius Paris            | lothringischer Glockengießer                                        |       |       |

## August
| Tag        | Name                                | Beruf, bekannt als                              | Alter | Beleg |
| ---------- | ----------------------------------- | ----------------------------------------------- | ----- | ----- |
| 9. August  | Franziska von Montfort              | Äbtissin des Damenstifts Buchau                 |       |       |
| 9. August  | Peter von der Rennen                | deutscher Goldschmied                           | 61    |       |
| 12. August | Louis I. de Bourbon, duc de Vendôme | Herzog von Vendôme und Kardinal                 | 56    |       |
| 17. August | Adolf Friedrich von Preen           | deutscher lutherischer Theologe, Superintendent |       |       |
| 19. August | Johann Philipp Rosenbach            | deutscher Geistlicher; Pastor in Grone          | 63    |       |
| 30. August | Matthias Bornefeldt                 | Lübecker Kaufmann und Ratsherr                  |       |       |

## September
| Tag           | Name                           | Beruf, bekannt als                                    | Alter | Beleg |
| ------------- | ------------------------------ | ----------------------------------------------------- | ----- | ----- |
| 3. September  | Esteban Manuel de Villegas     | spanischer Dichter                                    |       |       |
| 5. September  | Adriaan Beeckerts van Thienen  | niederländischer Rechtswissenschaftler                |       |       |
| 5. September  | Florentius Schuyl              | niederländischer Mediziner und Botaniker              | 50    |       |
| 10. September | Henrietta Maria von Frankreich | Gattin des englischen Königs Karl I.                  | 59    |       |
| 10. September | Elias Siegesmund Reinhard      | deutscher lutherischer Theologe                       | 44    |       |
| 14. September | Adrian van Walenburch          | römisch-katholischer Geistlicher, Weihbischof in Köln | 60    |       |
| 16. September | Lucas Stauber                  | deutscher Jurist und Ratsherr der Hansestadt Lübeck   |       |       |

## Oktober
| Tag         | Name                 | Beruf, bekannt als                                                        | Alter | Beleg |
| ----------- | -------------------- | ------------------------------------------------------------------------- | ----- | ----- |
| 4. Oktober  | Rembrandt van Rijn   | niederländischer Maler                                                    | 63    |       |
| 14. Oktober | Antonio Cesti        | italienischer Opernkomponist, Hofkapellmeister in Innsbruck, Franziskaner | 46    |       |
| 14. Oktober | Domenico Fiasella    | italienischer Maler                                                       | 80    |       |
| 20. Oktober | Olivier Perrot       | Schweizer evangelischer Geistlicher                                       | 71    |       |
| 24. Oktober | Margarethe Rockemann | Opfer der Hexenprozesse                                                   |       |       |
| 28. Oktober | Heinrich Langenbeck  | deutscher Politiker in welfischen Diensten                                | 66    |       |
| 28. Oktober | Agustín Moreto       | spanischer Dichter                                                        | 51    |       |
| Oktober     | Adriaan Koerbagh     | niederländischer Religionskritiker                                        |       |       |

## November
| Tag          | Name                                     | Beruf, bekannt als                                                                             | Alter | Beleg |
| ------------ | ---------------------------------------- | ---------------------------------------------------------------------------------------------- | ----- | ----- |
| 4. November  | Ferdinand Maximilian von Baden-Baden     | Erbprinz von Baden-Baden                                                                       | 44    |       |
| 5. November  | Johannes Coccejus                        | protestantischer Theologe, einer der Hauptvertreter der Föderaltheologie                       | 66    |       |
| 6. November  | Johann Adolf Wolff Metternich zur Gracht | deutscher Hofbeamter, Geheimer Rat, in diplomatischen Missionen verschiedener Kurfürsten tätig | 77    |       |
| 7. November  | Lebrecht                                 | Fürst von Anhalt-Plötzkau, Fürst von Anhalt-Köthen                                             | 47    |       |
| 10. November | Elisabeth Pepys                          | Ehefrau des Tagebuchautors Samuel Pepys                                                        | 29    |       |
| 18. November | Georg Erythropel                         | deutscher lutherischer Theologe in Hannover                                                    | 62    |       |
| November     | Arnold Geulincx                          | flämischer Theologe, Logiker und Philosoph                                                     | 45    |       |

## Dezember
| Tag          | Name                                 | Beruf, bekannt als                                                                                         | Alter | Beleg |
| ------------ | ------------------------------------ | --- | ----- | ----- |
| 9. Dezember  | Clemens IX.                          | Papst (1667–1669)                                                                                          | 69    |       |
| 9. Dezember  | Heinrich Turck                       | deutscher Historiker und Annalist, Jesuit                                                                  |       |       |
| 11. Dezember | Anna Maria von Mecklenburg           | Herzogin zu Mecklenburg, Prinzessin von Mecklenburg-Schwerin, durch Heirat Herzogin von Sachsen-Weißenfels | 42    |       |
| 18. Dezember | Johann Philipp von Hanau-Lichtenberg | deutscher Adliger                                                                                          | 43    |       |
| 24. Dezember | Johann Quistorp der Jüngere          | deutscher lutherischer Theologe                                                                            | 45    |       |
| 25. Dezember | Georg Wilhelm                        | Pfalzgraf und Herzog von Pfalz-Birkenfeld                                                                  | 78    |       |
| 29. Dezember | Marin Cureau de la Chambre           | französischer Schriftsteller, Philosoph und königlicher Leibarzt                                           |       |       |
| 29. Dezember | Jacob Schedlich                      | deutscher Orgelbauer                                                                                       | 78    |       |
| 31. Dezember | Bogusław Radziwiłł                   | litauischer Adeliger, Magnat, Staatsmann und Reichsfürst des Heiligen Römischen Reiches                    | 49    |       |

## Datum unbekannt
| Tag | Name                         | Beruf, bekannt als                                                                       | Alter | Beleg |
| --- | ---------------------------- | ---------------------------------------------------------------------------------------- | ----- | ----- |
|     | Jan Theuniszoon Blanckerhoff | niederländischer Marinemaler                                                             |       |       |
|     | Christian de Cort            | katholischer Priester                                                                    |       |       |
|     | William Davison              | schottischer Chemiker und Arzt                                                           |       |       |
|     | Christoffel van Dijck        | niederländischer Drucker und Schriftgießer                                               |       |       |
|     | Mikkel Escholt               | norwegischer Geologe                                                                     |       |       |
|     | Zacharias Hestius            | deutscher Pfarrer, Kantor und Vizekapellmeister der Dresdner Hofkapelle                  |       |       |
|     | Gaspar Jongelinus            | Theologe und Historiker                                                                  |       |       |
|     | Nicolas Lefèvre              | französischer Chemiker                                                                   |       |       |
|     | Pierre Le Muet               | Architekt des französischen Königs in Paris                                              |       |       |
|     | Paul von Münch               | sächsischer Dragoner-Offizier                                                            |       |       |
|     | Jean Nicolas de Parival      | französischer Schriftsteller                                                             |       |       |
|     | Erasmus Pecher               | Bürger- und Bergmeister von Neudek                                                       |       |       |
|     | Kaspar Reinhard              | Hexenkommissar im Herzogtum Westfalen                                                    |       |       |
|     | Willem Ripperda              | niederländischer Adliger und Unterhändler zu den Verhandlungen zum Westfälischen Frieden |       |       |
|     | Martin Schoock               | Polyhistoriker                                                                           |       |       |
|     | Thomas Thynne                | englischer Politiker                                                                     |       |       |
|     | Cornelis Jan Witsen          | holländischer Diplomat und Bürgermeister von Amsterdam                                   |       |       |